# شوراله

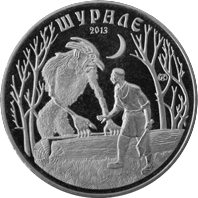
شوراله و هیزم شکن روی سکه ۵۰ تنگه قزاقستان، ۲۰۱۳.

شوراله (تاتار و باشقیری: Шүрәле، [ʃyrælɘ]؛ روسی: Шурале) یکی از شخصیت‌های افسانه‌ای تاتارها و باشقیرهای اهل روسیه است.

## شرح
شوراله مردی است جادوگر مانند، با انگشتان خیلی بلند، تک شاخی روی سرش و بدنی پر از پشم که در جنگل زندگی می‌کند و مردم را گول‌زده و طعمه‌هایش را تا سر حد مرگ قلقلک می‌دهد. روستاییانی که در جنگل گم می‌شوند و احتمال می‌دهند کار شوراله بوده، باید لباسشان را در بیاورند و برعکس بپوشند و کفش‌های چپ و راست را جابه‌جا کنند تا از شر او خلاص شده و راهشان را پیدا کنند.
روستاییان برای جمع‌آوری چوب زیاد به جنگل می‌رفتند و اتفاقاً یکی از شیطنت‌های معروف شوراله، دزدیدن تبر است. شوراله مایه بسیاری از داستان‌ها و افسانه‌های محلی بوده، از جمله عبدلله توقای شاعر ملی تاتارستان، منظومه ای بر آن نوشته و فرید یارولین آهنگساز تاتار بر اساس همین منظومه، باله شوراله را نوشته که به دفعات در بهترین سالن‌های تئاتر روسیه و دنیا به اجرا درآمده است.